# Mistrovství světa v silniční cyklistice 2012
Mistrovství světa v silniční cyklistice 2012 bylo 79. světovým šampionátem v silniční cyklistice. Mistrovství probíhalo od 15. do 23. září 2012 v jižní části provincie Limburg v Nizozemsku.

## Kalendář
Časy jsou uvedeny v místním letním čase UTC+2.
| Datum    | Čas startu | Závod                                    |
| -------- | ---------- | ---------------------------------------- |
| 16. září | 11:00      | ženy – časovka týmů (34,2 km)            |
| 16. září | 13:30      | ženy – časovka týmů (53,2 km)            |
| 17. září | 10:00      | junioři – časovka (26,6 km)              |
| 17. září | 14:00      | muži do 23 let – časovka (36,0 km)       |
| 18. září | 10:30      | juniorky – časovka (15,6 km)             |
| 18. září | 14:30      | ženy – časovka (24,3 km)                 |
| 19. září | 13:30      | muži – časovka (45,7 km)                 |
| 21. září | 14:00      | juniorky – silniční závod (80 km)        |
| 22. září | 9:00       | muži do 23 let – silniční závod (177 km) |
| 22. září | 14:30      | ženy – silniční závod (129 km)           |
| 23. září | 9:00       | junioři – silniční závod (129 km)        |
| 23. září | 10:45      | muži – silniční závod (267 km)           |

## Medailisté
| Závod          | Zlato | Zlato             | Stříbro                                                                                                | Stříbro    | Bronz                                                                                           | Bronz      |
| -------------- | --- | ----------------- | --- | ---------- | ----------------------------------------------------------------------------------------------- | ---------- |
| Muži           | |                   | |            |                                                                                                 |            |
| Silniční závod | Philippe Gilbert Belgie                                                                                        | 6 h 10 min 41 s   | Edvald Boasson Hagen Norsko                                                                            | + 4 s      | Alejandro Valverde Španělsko                                                                    | + 5 s      |
| Časovka        | Tony Martin Německo                                                                                            | 58:38,76          | Taylor Phinney USA                                                                                     | + 5,37     | Vasil Kiryjenka Bělorusko                                                                       | + 1:44,99  |
| časovka týmů   | Omega Pharma-Quick Step                                                                                        | 1 h 3 min 17,17 s | BMC Racing Team                                                                                        | + 3,23 s   | Orica-GreenEDGE                                                                                 | + 47,06 s  |
| časovka týmů   | Tom Boonen Sylvain Chavanel Tony Martin Niki Terpstra Kristof Vandewalle Peter Velits                          | 1 h 3 min 17,17 s | Alessandro Ballan Philippe Gilbert Taylor Phinney Marco Pinotti Manuel Quinziato Tejay van Garderen    | + 3,23 s   | Sam Bewley Luke Durbridge Sebastian Langeveld Cameron Meyer Jens Mouris Svein Tuft              | + 47,06 s  |
| Muži do 23 let | |                   | |            |                                                                                                 |            |
| silniční závod | Alexej Lucenko Kazachstán                                                                                      | 4 h 20 min 15 s   | Bryan Coquard Francie                                                                                  | tentýž čas | Tom Van Asbroeck Belgie                                                                         | tentýž čas |
| časovka        | Anton Vorobjev Rusko                                                                                           | 44:09,02          | Rohan Dennis Austrálie                                                                                 | + 44,39    | Damien Howson Austrálie                                                                         | + 51,12    |
| Junioři        | |                   | |            |                                                                                                 |            |
| silniční závod | Matej Mohorič Slovinsko                                                                                        | 3 h 0 min 45 s    | Caleb Ewan Austrálie                                                                                   | tentýž čas | Josip Rumac Chorvatsko                                                                          | tentýž čas |
| časovka        | Oskar Svendsen Norsko                                                                                          | 35:34,75          | Matej Mohorič Slovinsko                                                                                | + 7,04     | Maximilian Schachmann Německo                                                                   | + 11,83    |
| Ženy           | |                   | |            |                                                                                                 |            |
| Silniční závod | Marianne Vosová Nizozemsko                                                                                     | 3 h 14 min 29 s   | Rachel Neylanová Austrálie                                                                             | + 10 s     | Elisa Longo Borghiniová Itálie                                                                  | + 18 s     |
| Časovka        | Judith Arndtová Německo                                                                                        | 32:26,46          | Evelyn Stevensová USA                                                                                  | + 33,77    | Linda Villumsenová Nový Zéland                                                                  | + 44,57    |
| časovka týmů   | Team Specialized–lululemon                                                                                     | 46:31,63          | Orica-AIS                                                                                              | + 24,19    | AA Drink-leontien.nl                                                                            | + 1:59,32  |
| časovka týmů   | Charlotte Beckerová Ellen van Dijková Amber Nebenová Evelyn Stevensová Ina-Yoko Teutenbergová Trixi Worracková | 46:31,63          | Judith Arndtová Shara Gillowová Loes Gunnewijková Melissa Hoskinsová Alex Rhodesová Linda Villumsenová | + 24,19    | Chantal Blaaková Lucinda Brandová Jessie Daamsová Sharon Lawsová Emma Pooleyová Kirsten Wildová | + 1:59,32  |
| Juniorky       | |                   | |            |                                                                                                 |            |
| silniční závod | Lucy Garnerová Spojené království                                                                              | 2 h 11 min 26 s   | Eline Brustadová Norsko                                                                                | tentýž čas | Anna Strickerová Itálie                                                                         | tentýž čas |
| časovka        | Elinor Barkerová Spojené království                                                                            | 22:26,29          | Cecilie Uttrup Ludwigová Dánsko                                                                        | + 35,87    | Demi de Jongová Nizozemsko                                                                      | + 1:03,13  |